# Makoto Fujiwara
Makoto Fujiwara (藤原誠?, Fujiwara Makoto; Tokyo, 11 maggio 1947 – 13 maggio 2002) è stato un cantante giapponese, interprete di numerose sigle di anime.

## Biografia
Nel corso della sua carriera, iniziata nel 1971, Fujiwara ha registrato due album e svariati singoli. Tuttavia è diventato celebre principalmente in quanto interprete di varie sigle di anime giapponesi come Macross o Daitarn 3 e di alcuni jingle pubblicitari. Era anche un apprezzato flautista, strumento che aveva imparato a suonare in quinta elementare.
È morto il 13 maggio 2002 all'età di 55 anni per un cancro al fegato.